# Cheiracanthium barbarum
Cheiracanthium barbarum là một loài nhện trong họ Miturgidae.
Loài này thuộc chi Cheiracanthium. Cheiracanthium barbarum được Hippolyte Lucas miêu tả năm 1846.